# Raoul Șorban
Raoul Șorban (n. 4 septembrie 1912, Dej – d. 18 iulie 2006, Cluj-Napoca) a fost un critic de artă, pictor, scriitor, eseist și memorialist român.

## Biografie
Tatăl său a fost compozitorul Guilelm Șorban, descendent dintr-o veche familie nobiliară română din Transilvania, iar bunica sa era originară din Alsacia.
A crescut în locuința mamei sale, Bogdanffy Lenke, și cu fratele, Sorban Vilian, în Stoiana din anul 1912.
În 1923, la 11 ani, a rămas orfan de tată, iar între 1923-1927 a făcut studii gimnaziale și liceale la Blaj și Cluj, cu precădere în domeniul muzical, unde i-a avut ca profesori pe Heinz Heltmann, Celestin Cherebețiu, Jean Bobescu și Paula Kouba-Stranszky.
A studiat pictura și muzica în Italia (la Conservatorul Giuseppe Verdi, din Milano), Austria și Germania între 1930 și 1934. A studiat apoi dreptul la Universitatea din Cluj. Între timp a avut mai multe expoziții de pictură, în diverse saloane de artă la Baia Mare și Cluj (1935), București și Baia Mare (1938), iar apoi din nou la Cluj (1939, 1942, 1943). În 1938, Șorban devine asistent de istoria artei la Universitatea din Cluj.
După dictatul de la Viena, Transilvania de Nord a fost anexată de Ungaria, iar el a decis să rămână la Cluj și a fondat Editura Românească din Ardealul de Nord, unica editură care a reușit să funcționeze în acea perioadă în regiune. Totodată a scris o serie de articole pentru ziarul în limba română Tribuna Ardealului (ca secretar de redacție). A fost arestat în 1942 de autoritățile maghiare, întemnițat și obligat să lucreze în detașamentele de muncă forțată.
În perioada 1940-1944, după dictatul de la Viena, a călăuzit ilegal, în condiții foarte riscante, mii de evrei peste granița vremelnică, dintre Ungaria și România, prin pădurea Făget, de pe dealul Feleacului, de lîngă Cluj, evrei care, fie au intrat în Regatul României, pentru a se salva, fie au reușit să emigreze în Palestina, prin România. Această activitate a sa, care a fost dusă în contextul politic complicat al acelor vremuri, a fost un motiv pentru care a primit titlul și medalia de Drept între popoare, acordate de Institutul Yad Vashem. În primul deceniu al secolului XXI însă, au apărut date care contestă semnificativ aceste merite, mergând până la a susține impostura lui Șorban.
În mai 1944, Șorban s-a întors la București unde a fost integrat în structurile guvernului.
În 1948 a fost evacuat din satul natal, cu tot cu familia, iar proprietățile i-au fost confiscate de către statul român.
După revenirea Transilvaniei de Nord la România, Șorban s-a mutat înapoi la Cluj. Între 1946 și 1948 a condus Conservatorul de la Cluj și, începând cu 1948, Institutul de Artă de la Cluj (până în 1949). Regimul comunist l-a dat afară din funcții, ceea ce l-a forțat să-și câștige existența ca zugrav, la o cooperativă. În 1952, Securitatea l-a arestat și deținut până în 1955 fără proces.
În 1956, i s-a permis, din nou, accesul în mediul academic. A publicat la Editura de stat pentru literatură și artă, fiind readmis ca profesor la Universitatea București (1965) și Institutul de Artă Nicolae Grigorescu din București (1968).
În 1987, Institutul Yad Vashem, din Israel, i-a decernat titlul și medalia Drept între popoare, pentru salvarea vieții a mii de evrei din Ungaria (Transilvania fiind anexată între 1940-1944 la Ungaria). În 1990 a fost numit Cetățean de Onoare al Statului Israel (Dosar 3499).

S-a întors la Stoiana în vara anului 1991, 
„după ce un mic șoc a spulberat comunismul fără să-i destrame birocrația și nici pe birocrații de bază de care s-a servit.”
În 1991, a devenit Doctor Honoris Causa al Academiei de Muzică Gheorghe Dima din Cluj, aceeași distincție fiind oferită de Conservatorul din Oradea în anul 2002.
În primul deceniu al secolului XXI, noi date provenite de la Consiliul Național pentru Studierea Arhivelor Securității au precizat faptul că Raoul Șorban a fost un informator al acestei instituții, cu un rol semnificativ împotriva lui Lucian Blaga și a ginerelui acestuia Tudor Bugnariu.. Alte controverse au apărut legate de activitatea sa la Muzeul Național de Istorie a Transilvaniei.
A murit la 18 iulie 2006 și a fost îngropat în  Cimitirul de pe Dealul Florilor, din Dej.

## Lucrări

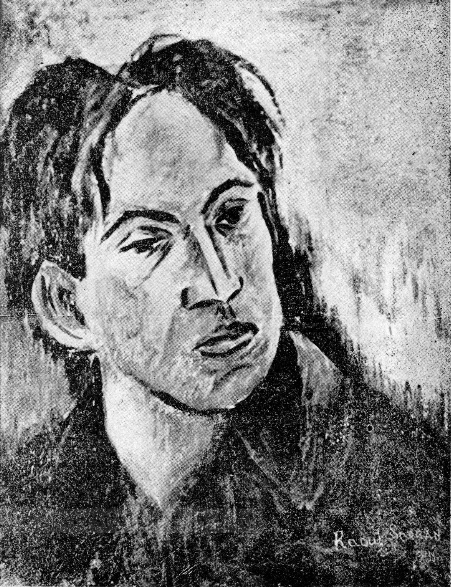
Autoportret - Raoul Șorban

- Friedrich von Bömches, București, Editura Meridiane, 1975.
- Fantasma Imperiului Ungar și Casa Europei, Editura Globus, București, 1990, ISBN 973-49-0000-5
- Chestiunea maghiară, Editura Valahia, București, 2001, ISBN 973-95092-4-X
- Invazie de stafii. Însemnări și mărturisiri despre o altă parte a vieții (Editura Meridiane, București, 2003), ISBN 973-33-0477-8
- Rețelele Omeniei (împreună cu Adrian Riza), Editura R.A.I., 1995, ISBN 973-570-018-2
- Vida (album), București, Editura Meridiane, 1981
- Theodor Pallady (Mică bibliotecă de arta), Editura Meridiane, 1975
- Constantin Mustață, Raoul Șorban - Dialoguri cu Raoul Șorban, Editura Anotimp, Oradea, 2002, ISBN 973-98564-1-1
- Aurel Ciupe, Editura Meridiane, București, 1967,
- Aurel Popp (Raoul Șorban, Zoltan Banner; monografie, col. Maeștrii Artei Românești, Editura Meridiane, București, 1968)
- Constantin Baraschi, Editura Meridiane, București 1966
- Nicolae Tonitza
- O viață de artist între München și Maramureș (Hollósy Simon), Editura Meridiane, București 1986
- Ter Borch, Editura Meridiane, București 1985
- Theodor Pallady (album)